# Ninawa

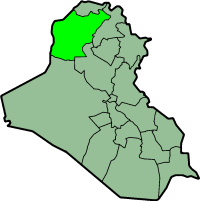
Ninawas läge i Irak.

Ninawa (eller Nineve, engelska: Nineveh, uppkallad efter den forntida assyriska staden med detta namn) är en provins i nordvästra Irak, med gräns mot Syrien i väster och nuddar vid gränsen mot Turkiet i norr. Provinsen har 2 722 930 invånare (2006) på en yta av 37 323 km². Den administrativa huvudorten är Mosul.
Det pågår en diskussion om att Nineveslätten i Ninawa ska bli en assyrisk provins i Irak. Frågan har kommit upp i FN-möten. Assyrier har vurmat för en egen provins då de anser sig utsatta i Irak. Oroligheter förekommer i provinsen.
Den största koncentrationen av assyrier, i provinsen Ninawa, är på Nineveslätten.

## Administrativ indelning
Provinsen är indelad i tio distrikt:
- Aqra, al-Baaj, al-Hamdaniyya, Hatra, Mosul, Shekhan, al-Shikhan, Sinjar, Telafar, Tilkaif

## Större städer
- Mosul
- al-Shikhan
- Telafar